# Galizia (provincia romana)
La provincia romana della Galizia (latino: Gallaecia o Callaecia) si estendeva, durante il tardo Impero romano, nella parte nord-occidentale della Hispania (la penisola iberica), in corrispondenza delle moderne regioni di Galizia, Castiglia e León, Asturie, Cantabria e parte delle province di León e Zamora e del Portogallo settentrionale.
La capitale e città più importante della regione era Bracara Augusta, la moderna Braga (Portogallo).
La provincia fu formata da Diocleziano alla fine del III secolo; nel 409 fu invasa dai Suebi, che vi formarono un proprio regno.

## Origine
I romani denominarono Gallaecia la parte nord-orientale della penisola iberica dal nome dei callaeci, i quali costituivano un amalgama di popoli più o meno celtizzati che vivevano tra il Douro e il Miño, conosciuti dai romani per la prima volta con l'arrivo di Decimo Giunio Bruto Callaico al nord del Douro nel 137 a.C. Questi ricevette appunto il cognomen ex virtute di Callaicus e continuò la sua spedizione verso nord, sottomettendo i popoli castregni, fino al fiume Limia, considerato il Lethes o fiume dell'oblio. Qui vince la superstizione continuando fino al Miño dove si ferma. Come risultato di questo primo approccio, il territorio costiero tra il Duero e il Miño rimase malamente esplorato e sottomesso al controllo romano. D'ora in poi la società indigena gallecia comincia a ricevere influenze romane, effettuando interscambi commerciali direttamente con Roma.
I galleci fanno la loro entrata nella storia scritta nel I secolo d.C. tramite il poema epico Punica di Silio Italico riguardante la prima guerra punica:
(Silio Italico, Punica Libro III. 344-347)

## Storia

### Conquista romana ed età repubblicana
Decimo Giunio Bruto Albino nell'anno 137 a.C.
     Cesare nel 61 a.C.
     Campagna dell'anno 26 a.C.
     Campagna dell'anno 25 a.C.

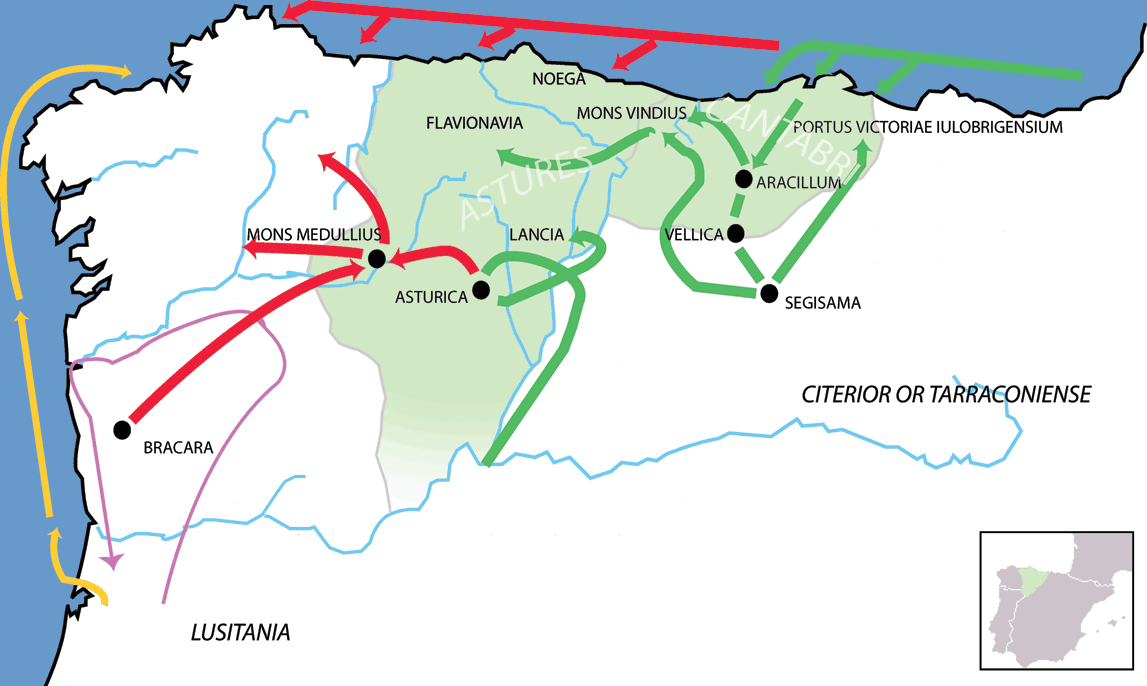
Campagne romane nel nord-ovest della penisola iberica
Decimo Giunio Bruto Albino nell'anno 137 a.C.
Cesare nel 61 a.C.
Campagna dell'anno 26 a.C.
Campagna dell'anno 25 a.C.

I callaeci (kallaikoi in greco) affrontano le forze romane nel 137 a.C. restando sconfitti in una battaglia lungo il fiume Duero, mentre il vincitore Decimo Giunio Bruto Albino riceve dal Senato il titolo di Callaecus. Questi non aveva intenzione di occupare la zona meridionale della Galizia con l'obiettivo di ottenere ricchezze, ma dovette comunque intraprendervi una spedizione militare, in quanto le sue popolazioni erano dedite a fare incursioni e saccheggi nella regione lusitana.
Partendo da Portus Cale, corrispondente all'attuale Oporto, le sue legioni avanzarono lungo la costa con l'appoggio della flotta, occupando una serie di fortificazioni costiere. Stabilita una guarnigione nella zona corrispondente all'attuale Valença, prosegue verso l'interno in direzione di Braga. Dopo una battaglia a lui favorevole avanza verso il Limia occupando la città di Lansbricae, per poi attraversare il fiume Miño.
Queste campagne militari non ebbero una grande rilevanza ed erano limitate a una zona geografica molto circoscritta: il sud della Gallaecia, in particolare la zona costiera.
La stessa valutazione storica meritano una serie di spedizioni successive come quelle del proconsole della Spagna Ulteriore, Publio Licinio Crasso, del 96—94 a.C., il quale intraprese una spedizione alla ricerca delle Isole Cassiteridi e delle sue miniere di stagno, aprendo così le rotte commerciali di questo minerale. Nel 62 a.C. Gaio Giulio Cesare in persona visita la Gallaecia mosso dal desiderio di ottenere ricchezze, arrivando fino al golfo Ártabro e abbandonando poi questa terra per Brigantium (La Coruña).
Ma la conquista definitiva del nord-ovest della penisola iberica si realizzerà solo con l'imperatore Augusto tra il 26 e il 19 a.C. nel contesto delle guerre cantabriche.

### Età imperiale
In un primo momento, Augusto include il territorio dell'attuale Galizia nella Lusitania, ma già nel 13 a.C. la regione passa alla Spagna Citeriore. Lo stesso Augusto, riforma la divisione provinciale della Spagna romana nel 27 a.C., assegnando la Gallaecia alla provincia Tarraconense. Con Caracalla forse la regione formava parte della Hispania Nova Citerior Antoniana  (214), insieme ad Asturie e Cantabria, ma solo con la riforma amministrativa e militare di Diocleziano — che venne a dividere la Hispania nel 298 in sette province — verrà a costituirsi la provincia di Gallaecia.

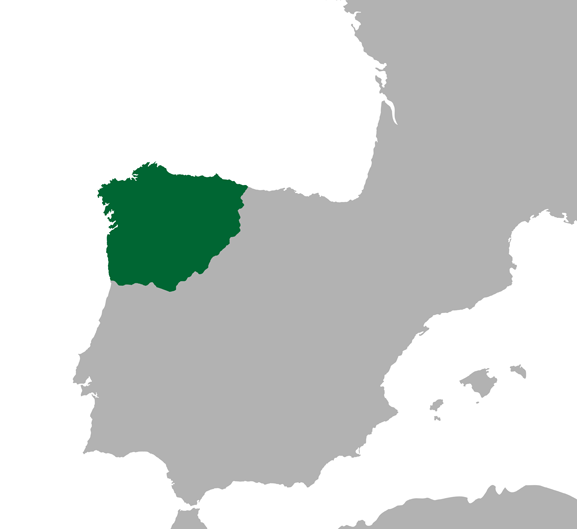
Limiti della Gallaecia dopo la divisione di Diocleziano nel 298.

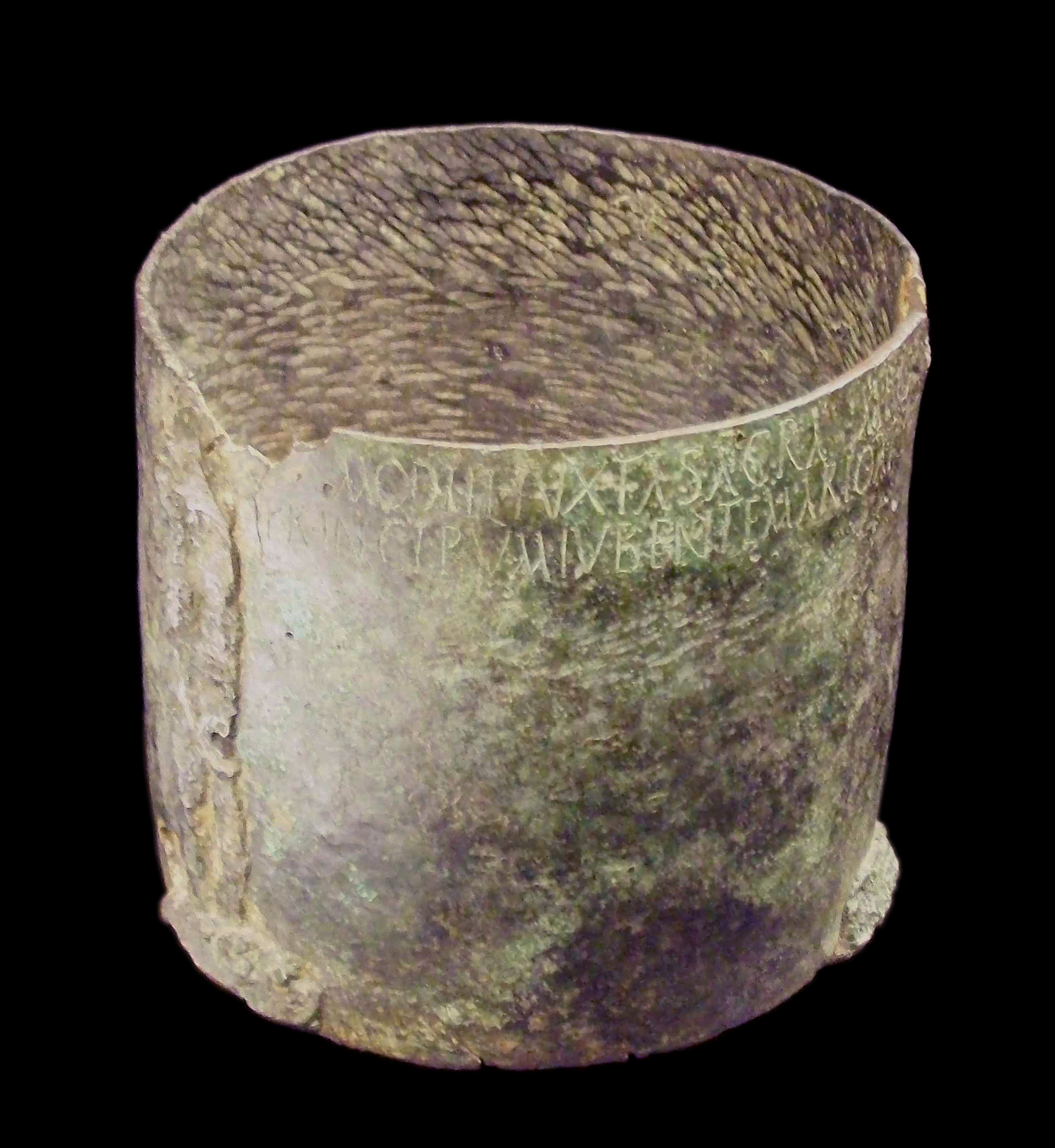
Modio de Ponte Puñide IV secolo.

Il sistema di base nell'organigramma politico sono le civitates: entità basate sull'organizzazione pre-romana, possibilmente con un'origine etnica comune, con ampie similitudini e può darsi anche con una lingua comune. Queste entità integravano un certo numero di castella, di cui esistono diverse interpretazioni in merito alla loro funzione sociale e politica.
Durante l'epoca flavia si produssero una serie di decisioni che ebbero una profonda pacificazione politica. La concessione del Ius Latii ha portato con sé un profondo cambiamento tanto in ambito urbano (con l'incremento della popolazione nei nuclei urbani già esistenti e con la creazione di nuovi) quanto nelle zone rurali. Ciò avrebbe dovuto comportare un aumento generalizzato della ricchezza della popolazione della Gallaecia, cosa che in realtà non è stata avvalorata da reperti archeologici. Il ritardo economico (peggiorato ancor più con gli Antonini) sarebbe stato maggiore nel convento Lucense che nel Bracarense, se si confrontano questi territori con quelli più sviluppati della Penisola Iberica.
Tuttavia, oggi, per quanto concerne la Gallaecia, non è possibile parlare dell'esistenza di un'economia basata sull'uso quotidiano della moneta. Questa regione visse principalmente mediante un'economia naturale basata sul baratto, fino alla metà del III secolo e, più chiaramente, fino al IV secolo.

### Fine della provincia

La Spagna nel V secolo, con le popolazioni vandaliche di Asdingi (nel nord-ovest) e Silingi (nel sud).

Il 31 dicembre 406 Vandali (suddivisi in Asdingi e Silingi), Alani e Suebi invasero la Gallia varcando il fiume Reno. È possibile che questa invasione fosse stata scatenata dalla migrazione degli Unni nella grande pianura ungherese, avvenuta tra il 400 e il 410; infatti Vandali, Alani e Svevi vivevano proprio nella zona dove si sarebbero insediati gli Unni, e la minaccia unna potrebbe averli spinti a invadere la Gallia. L'invasione della Gallia e la debolezza manifestata dal governo di Onorio, spinse le legioni britanniche a rivoltarsi acclamando imperatore prima un certo Marco, poi, alcuni mesi dopo, un certo Graziano e poi, dopo il rifiuto di questi di intervenire contro i Barbari, il generale Flavio Claudio Costantino. Questi, attraversata la Manica, riuscì a bloccare temporaneamente l'avanzata dei barbari e a prendere il controllo di gran parte dell'Impero: Gallia, Spagna e Britannia.
Costantino III, quindi, elevò al rango di Cesare suo figlio Costante, mentre in Spagna due parenti di Onorio si rivoltarono, rifiutando di riconoscere l'autorità dell'usurpatore e mettendo insieme un'armata che minacciava di invadere la Gallia e deporlo. Costantino III inviò dunque suo figlio Costante, insieme al generale Geronzio e al prefetto del pretorio Apollinare, nella penisola iberica per sedare la rivolta. Nonostante ai soldati ribelli si fossero aggiunti un'immensa massa di schiavi e contadini, l'esercito di Costante riuscì a sedare la rivolta e a catturare i capi dei ribelli (Vereniano e Didimo, parenti di Onorio), e li condusse prigionieri in Gallia da suo padre, dove furono giustiziati.
Costante, nel frattempo, aveva lasciato incautamente il generale Geronzio in Spagna con le truppe galliche affidandogli il compito di sorvegliare i Pirenei, sostituendo dunque con truppe di origini barbariche (gli Honoriaci) i presidi locali che un tempo sorvegliavano i passi. Quando dunque Costante ritornò in Spagna per la seconda volta per governarla come Cesare, Geronzio per brame di potere si rivoltò proclamando a sua volta imperatore un tale Massimo. Sembra inoltre aver incitato i barbari che erano in Gallia ad invadere la Gallia meridionale in modo da tenere occupato Costantino III; tale tentativo di sfruttare i barbari per vincere la guerra civile contro Costantino III risultò tuttavia controproducente e negli ultimi mesi del 409 i Vandali, gli Alani e Svevi, a causa del tradimento o della negligenza dei reggimenti Honoriaci a presidio dei Pirenei, entrarono in Spagna, sottomettendola per la massima parte. Secondo Kulikowski, tuttavia, nel periodo 409-410 i Barbari si limitarono a saccheggiare le campagne, non essendo in grado di prendere le città, e l'amministrazione romana, seppur sotto il controllo dell'usurpatore Massimo, continuò a funzionare: ne sarebbe la prova il fatto che nel resoconto apocalittico dei saccheggi dei barbari in Spagna che si può leggere nella cronaca di Idazio, si afferma che nelle città le popolazioni erano afflitte dall'"esattore tiranno" e dal "soldato vorace", cioè funzionari romani.
Solo quando l'usurpatore Massimo e il suo comandante Geronzio decisero di invadere la Gallia per detronizzare Costantino III, i barbari approfittarono della partenza dell'esercito romano dalla Tarraconense per impossessarsi stabilmente del territorio invaso spartendoselo tra di loro (411):
(Idazio, Cronaca, s.a. 411.)
Secondo Procopio, storico vissuto nel VI secolo, i Barbari avrebbero avuto il riconoscimento dell'occupazione dei territori da parte di Roma, mentre al contrario Orosio, vissuto all'epoca dei fatti, afferma esplicitamente che l'occupazione fu illegale. Tra le due testimonianze discordanti, Heather propende a dare credito a quella di Orosio, in quanto fonte più vicina cronologicamente ai fatti, e anche Kulikowski ritiene che la spartizione tra i barbari fosse avvenuta senza l'autorizzazione del governo imperiale. Nel frattempo Massimo, Geronzio e gli altri usurpatori nelle Gallie furono sconfitti dal generale romano Costanzo, il quale riuscì anche a raggiungere nel 415 un accordo con i Visigoti, che divennero ancora una volta foederati (alleati) dell'Impero; l'intenzione di Costanzo era sfruttare i Visigoti per riconquistare la Spagna a Vandali, Alani e Svevi.
Tra il 416 e il 418 gli invasori del Reno subirono, quindi, la controffensiva dei Visigoti di Vallia per conto dell'imperatore d'Occidente: vennero annientati nella Betica i Vandali Silingi mentre gli Alani subirono perdite così consistenti da giungere a implorare la protezione dei rivali Vandali Asdingi, stanziati in Galizia. Grazie a questi successi, le province ispaniche della Lusitania, della Cartaginense e della Betica tornarono sotto il controllo romano, ma il problema ispanico non si era tuttavia ancora risolto, anche perché dopo la sconfitta, Vandali Silingi e Alani si coalizzarono con i Vandali Asdingi, il cui re, Gunderico, divenne re dei Vandali e Alani. Costanzo nel frattempo richiamò i Visigoti in Aquitania: era sufficientemente soddisfatto del risultato delle campagne militari, essendo tutta la Spagna tornata in mano imperiale a parte la provincia periferica della Galizia, poco produttiva e a cui si poteva anche rinunciare. La diocesi di Spagna riprese a funzionare come in precedenza e per difendere i territori riconquistati dai barbari residui in Galizia fu creato per la prima volta l'esercito di campo della Spagna, attestato per la prima volta dalla Notitia Dignitatum, databile al 420 circa. Nel frattempo, i Visigoti furono stanziati in Gallia Aquitania come foederati, ricevendo terre nella valle della Garonna. L'Aquitania sembra sia stata scelta da Costanzo come terra dove far insediare i foederati Visigoti per la sua posizione strategica: infatti era vicina sia dalla Spagna, dove rimanevano da annientare i Vandali Asdingi e gli Svevi, sia dal Nord della Gallia, dove forse Costanzo intendeva impiegare i Visigoti per combattere i ribelli separatisti Bagaudi nell'Armorica.
     Impero d'Occidente (Onorio).
     Aree in rivolta.
     Franchi, Alemanni, Burgundi.
     Vandali e Alani.
     Suebi.
     Visigoti.

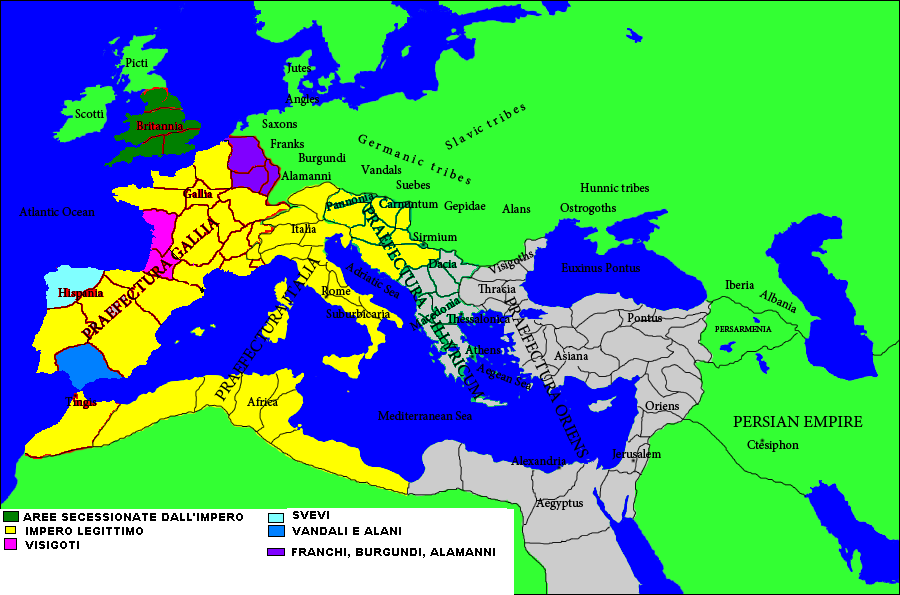
L'Impero romano d'Occidente nel 421.
Impero d'Occidente (Onorio).
Aree in rivolta.
Franchi, Alemanni, Burgundi.
Vandali e Alani.
Suebi.
Visigoti.
Grazie alle prodezze di Flavio Costanzo, la Gallia e la Tarraconense erano tornate sotto il dominio di Onorio con la sconfitta degli usurpatori, mentre gli Alani erano stati scacciati con il supporto visigoto dalla Lusitania e dalla Cartaginense, e i Bagaudi nell'Armorica erano stati ricondotti all'obbedienza. I Visigoti ottennero, in cambio dei loro servigi in Hispania, la Gallia Aquitania come foederati dell'Impero.

Nel frattempo la nuova coalizione vandalo-alana tentò subito di espandersi in Galizia a danni degli Svevi, costringendo i Romani a intervenire nel 420: l'attacco romano, condotto dal comes Asterio, non portò però all'annientamento dei Vandali, ma li spinse piuttosto in Betica, che da essi prese in nome di "Vandalucia" (Andalusia). Lungi dall'essere vittoriosa, fu quindi disastrosa in quanto spinse involontariamente i Vandali ad invadere la Betica mettendo a forte repentaglio i risultati positivi delle campagne di riconquista di Vallia: a differenza della periferica e poco importante provincia della Galizia, infatti, la perdita della Betica avrebbe costituito un forte danno per lo stato romano. In compenso Asterio riuscì a catturare l'usurpatore Massimo, che aveva per la seconda volta tentato di usurpare il trono, ricevendo come premio il titolo di patrizio (421/422). I massimi vertici dell'Impero, comunque, si resero conto della necessità di annientare i Vandali nella Betica e nel 422 fu organizzata una nuova spedizione per annientarli definitivamente: il generale Castino si scontrò in battaglia contro di essi con un esercito rinforzato da foederati visigoti, ma, forse grazie a un presunto tradimento dei Visigoti, fu da essi sconfitto.
La partenza dei Vandali per l'Africa (429) lasciò tuttavia la Spagna libera dai Barbari, fatta eccezione per gli Svevi in Galizia. Il panegirico di Merobaude asserisce che in Spagna, dove prima «più niente era sotto controllo,... il guerriero vendicatore [Ezio] ha riaperto la strada un tempo prigioniera e ha cacciato il predatore [in realtà andatosene in Africa per propria iniziativa], riconquistando le vie di comunicazione interrotte; e la popolazione è potuta ritornare nelle città abbandonate.» Sembra che l'intervento di Ezio in Spagna si fosse limitato a negoziazioni diplomatiche con gli Svevi in modo da raggiungere a un accomodamento tra Svevi e abitanti della Galizia, nonostante le pressioni esercitate da alcuni ispano-romani della Galizia, che avrebbero preferito un intervento militare. Ezio non intendeva però perdere soldati nella riconquista di una provincia poco prospera quale la Galizia e si limitò a ripristinare il dominio romano sul resto della Spagna, che ricominciò di nuovo a far affluire entrate fiscali nelle casse dello stato a Ravenna.
Tutto ciò cambiò però con l'ascesa del re svevo Rechila, succeduto a suo padre Ermenerico nel 438. Approfittando della scarsa attenzione riservata dal governo centrale alla Spagna, dovuta alle altre diverse minacce esterne sugli altri fronti (Gallia, Africa, Illirico), Rechila condusse gli Svevi alla conquista di gran parte della penisola iberica: tra il 439 e il 441, essi occuparono Merida (capoluogo della Lusitania) nel 439 e Siviglia e le province della Betica e della Cartaginense nel 441. Nel 455, sotto il re Rechiaro, gli Svevi devastarono Cartaginense (che in precedenza avevano restituito ai Romani) e Tarraconense: l'Imperatore d'Occidente Avito reagì inviando contro gli Svevi i Visigoti che ridussero il regno svevo al possesso della sola Galizia. Dopo l'assassinio dell'Imperatore Maggioriano (che condusse delle campagne militari in Spagna nel 460, attaccando con il sostegno visigoto anche gli Svevi in Galizia) nel 461, nessun altro ufficiale romano è attestato nelle fonti nella penisola iberica, rendendo evidente che dopo il 460 la Spagna non faceva più - di fatto - parte dell'Impero.

## Estensione geografica

### La nuova provincia di Diocleziano

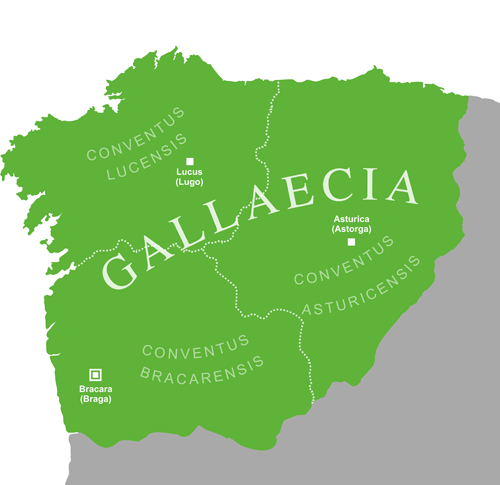
Cartina che mostra approssimativamente la situazione dei conventi giuridici della Gallaecia dopo la riorganizzazione amministrativa dell'imperatore Diocleziano.

Tra il 284 e il 305, l'imperatore Diocleziano intraprese la riorganizzazione amministrativa dell'Impero. Nella Penisola iberica si vengono a creare due nuove province (Gallaecia e Cartaginense) a partire da quelle già esistenti; Baetica, Tarraconensis e Lusitania. Così, la nuova provincia sotto il nome di Gallaecia veniva ad occupare l'estremo nord-ovest della Penisola iberica che precedentemente apparteneva alla Tarraconsis, formata dai territori della regione di Asturia e della Gallaecia propriamente detta.
L'amministrazione interna della provincia veniva ad essere contrassegnata dai conventi giuridici (Conventus iuridicus) ampi territori ascritti a una capitale, da cui ricevevano il nome e dove si centralizzavano le stesse funzioni amministrative come quelle militari, fiscali, finanziarie, religiose e giuridiche. In questo modo, la provincia romana di Gallaecia, veniva ad essere divisa in tre conventi giuridici, il Conventus lucensis con capitale a Lucus (Lugo), il Conventus bracarensis con capitale a Bracara (Braga) e il Conventus asturicensis con capitale ad Asturica (Astorga). È interessante notare che fra tutti questi "capoluoghi di convento" (Lugo, Braga, Astorga) era la città di Bracara (Braga) quella che svolgeva il ruolo di "capoluogo di provincia" di tutta la Gallaecia.
Organizzazione amministrativa della Gallaecia agli inizi del IV secolo:
- il Conventus bracarensis, con capitale a Bracara Augusta (Braga);
- il Conventus lucensis, con capitale a Lucus Augusti (Lugo);
- il Conventus asturicensis, con capitale ad Asturica Augusta (Astorga).

### IV e V secolo

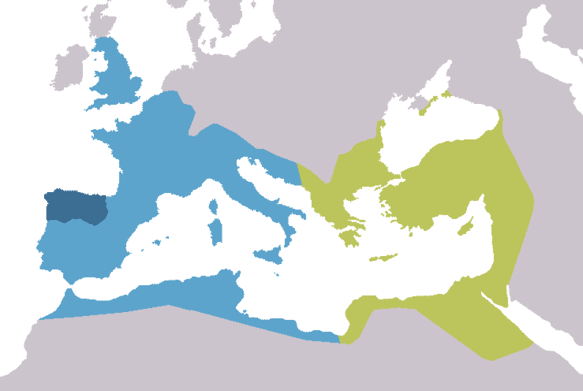
Estensione della provincia romana di Gallaecia alla fine del IV secolo all'interno dell'Impero romano di Occidente.

Alla fine del V e inizi del VI secolo, la provincia di Gallaecia, integrata nell'Impero romano di Occidente, si estendeva per tutto il nord-ovest della penisola iberica, dalle coste cantabriche settentrionali, fino al Douro e al Sistema Centrale dal sud, grazie all'integrazione nella Gallaecia del Conventus cluniensis, che precedentemente apparteneva alla provincia Tarraconensis, e aveva come capitale la città di Clunia. Bracara (Braga) seguiterà ad essere il capoluogo provinciale di tutta la Gallaecia fino all'arrivo dei suebi, allorché diventerà corte del regno nascente.
Così, dalle descrizioni fatte da numerosi autori dell'epoca, come Paolo Orosio, Idazio o Santo Isidoro, si conoscono alcune delle regioni umane e geografiche della provincia romana della Gallaecia:
- Cantabria, regione montana situata nel Conventus cluniensis dove vivevano i cantabri.
- Campus Gallaeciae (Campi di Galizia), estesa pianura localizzata tra il Conventus asturicensis e quello cluniensis, anticamente abitata dai vaccei, conosciuta oggi con il nome di Tierra de Campos, nell'attuale Castiglia e León.
- Asturia, regione abitata dagli asturi coincidente grosso modo con il Conventus asturicensis.
- Pars Gallaeciae (Parti di Galizia), regione decisamente galiziana composta dal Conventus lucensis e da quello bracarensis, che costituirà il nucleo della Gallaecia, nome con cui verrà ad essere designata l'intera provincia.

## Demografia
Grazie all'archeologia e ai dati del censimento romano, si riesce a conoscere sia la densità di popolazione che il numero approssimato di abitanti - galleci e asturi che avrebbero vissuto in Gallaecia. Così, secondo Plinio, i galleci, ripartiti tra bracarenses (di Braga) e lucenses (di Lugo) assommavano a un totale di 451 000 abitanti, tra cui il numero di bracarenses (uomini e donne) risultava essere di 285 000, mentre quello dei lucenses all'incirca 166 000, con una densità demografica molto maggiore tra i bracarenses, avvalorata anche dall'esistenza di grandi fortificazioni costituitesi quasi esclusivamente nel loro territorio. D'altra parte, il censimento di Plinio fornisce 240 000 individui per gli asturi, cifra sensibilmente inferiore a quella dei "galleci bracarenses" e che fa supporre una densità demografica molto bassa in relazione al territorio occupato.